# Nationalpark Schleswig-Holsteinisches Wattenmeer
Nationalpark Schleswig-Holsteinisches Wattenmeer är en nationalpark i det tyska förbundslandet Schleswig-Holstein som ligger i Vadehavet i Nordsjön. Den inrättades den 1 oktober 1985 och ökades 1999. Nationalparken sträcker sig från den dansk-tyska gränsen söderut till mynningen av floden Elbe. Den innefattar även flera av de nordfrisiska öarna och är vid viss ställen 40 km bred. Med en yta av 4 410 km² är det Tysklands största nationalpark. 68 procent av ytan ligger permanent under vatten och cirka 30 procent blir tidvis torrlagd på grund av tidvatten. På landet finns mest ängar med gräs som tål saltvatten. 1990 fick nationalparken av Unesco status som biosfärområde. Alla tyska nationalparker i Vadehavet var tillsammans med nederländska delar av Vadehavet sedan 2008 nominerade för upptagning i Unescos världsarvslista och blev antagen 2009
.

## Flora och fauna
I nationalparken lever cirka 700 växtarter och 2 500 djurarter, 250 arter är endemiska för Vadehavet.
I vattnet lever huvudsakligen alger och sjögräs. Under 1930-talet fanns en epidemi bland sjögräs i norra Atlanten och dess bihav så att många arter blev utrotade. Betydliga rester finns framförallt i denna nationalpark där de täcker en yta av ungefär 6 000 hektar (jämförd med 705 hektar i Niedersachsen och 130 i Nederländerna). Sjögräset är en av de viktigaste födokällor för gravanden. Utvecklingstrenden för sjögräset i nationalparken är positiv i motsats till utvecklingen i hela världen. Varje år i augusti är upp till 11 procent av den nordfrisiska delen täckt med sjögräs.
Nationalparken och angränsande havsregioner besöks ofta av vanlig tumlare. På regionens sandbank vilar många knubbsälar och några gråsälar. 2002 dog ungefär den halva populationen i ett virus som drabbar sälar. 2004 uppskattades sälarnas bestånd med 8 000 individer, däribland många ungdjur.
Nationalparkens fågelvärld kan jämföras med andra vadehav. Varje år under våren och hösten besöks regionen av tio miljoner flyttfåglar. Det är svårt att bedöma nationalparkens effekt på fåglarna då Vadehavet underligger ständiga ändringar. Oavsett skyddet ökade bara tre arter i beståndet (skedstork, storskarv och större strandpipare) och hos 18 arter minskade populationen. Bland de sistnämnda finns flera arter som är typiska för Vadehavet som gravand, gluttsnäppa, storspov, skrattmås, silltrut, strandskata, skärfläcka och prutgås.
Särskilt många individer av gravand (180 000) och ejder (200 000) stannar för ruggning i nationalparken. Stora populationer finns även av vitkindad gås (60 000 individer) och prutgås (84 000).